# Bleke esdoornsteltmot
Bleke esdoornsteltmot (Caloptilia honoratella) is een vlinder uit de familie mineermotten (Gracillariidae). De wetenschappelijke naam is voor het eerst geldig gepubliceerd in 1914 door Rebel.
De soort komt voor in Europa.